# Hallow Road
Hallow Road ist ein Mystery-Thriller von Babak Anvari. Das Filmdrama mit Rosamund Pike und Matthew Rhys, das fast ausschließlich in einem Auto spielt, feierte im März 2025 beim South by Southwest Film Festival seine Premiere. Mitte Mai 2025 kam der Film in die Kinos im Vereinigten Königreich und in Irland.

## Handlung
Die ausgebildete Sanitäterin Madeleine „Maddie“ Finch erhält einen Anruf von ihrer Tochter Alice, die in Schwierigkeiten steckt. Sie hat offenbar mitten in der Nacht eine Fremde angefahren, als sie etwa eine Stunde vom Haus der Familie entfernt irgendwo in Wales unterwegs war. Sie weiß nicht, was sie tun soll und möchte, dass Mama und Papa kommen und das Problem für sie lösen. Maddie weist ihre Tochter an, sofort einen Krankenwagen für das verletzte Mädchen zu rufen, und erklärt ihr die Wiederbelebungsmaßnahmen. Frank hingegen will nur wissen, ob irgendjemand seine Tochter und sein Auto, das sie genommen hat, dort am Unfallort gesehen hat.
Maddie und Frank setzen sich ins Auto und fahren in der Dunkelheit die Hallow Road entlang, mitten durch den Wald.

## Produktion
Regie führte Babak Anvari. Es handelt sich bei Hallow Road nach Under the Shadow von 2016, Wounds von 2019 und I Came By von 2022 um Anvaris vierten Spielfilm. Under the Shadow, der Debütfilm des iranisch-britischen Regisseurs, wurde unter anderem mit einem BAFTA- und einem British-Independent-Film-Award ausgezeichnet. Das Drehbuch schrieb William Gillies.
Rosamund Pike und Matthew Rhys spielen Maddie Finch und ihren Ehemann Frank. Megan McDonnell leiht ihrer Tochter Alice ihre Stimme.
Wie bei seinen ersten drei Spielfilmen arbeitete Anvari auch für Hallow Road mit Kameramann Kit Fraser und Filmeditor Chris Barwell zusammen.
Die Filmmusik komponierten Peter Adams und der Schotte Lorne Balfe.
Die Premiere des Films fand am 7. März 2025 beim South by Southwest Film Festival statt. Anfang April 2025 wurde Hallow Road beim Overlook Film Festival gezeigt und im weiteren Verlauf des Monats beim Brussels International Fantastic Film Festival. Am 16. Mai 2025 kam der Film in die Kinos im Vereinigten Königreich und in Irland. Ende Juni, Anfang Juli 2025 sind Vorstellungen beim Filmfest München geplant. Hiernach wird er beim Neuchâtel International Fantastic Film Festival gezeigt.

## Rezeption

### Kritiken
Von den bei Rotten Tomatoes aufgeführten Kritiken sind 92 Prozent positiv. Bei Metacritic erhielt der Film einen Metascore von 71 von 100 möglichen Punkten.

### Auszeichnungen
Brussels International Fantastic Film Festival 2025
- Auszeichnung mit dem Critics’ Prize (Babak Anvari)[10]